# Réchauffage (cosmologie)
 (août 2020).
Si vous disposez d'ouvrages ou d'articles de référence ou si vous connaissez des sites web de qualité traitant du thème abordé ici, merci de compléter l'article en donnant les références utiles à sa vérifiabilité et en les liant à la section « Notes et références ».

Le réchauffage se serait produit après l'ère de l'inflation (en beige).

En cosmologie, le réchauffage représente l'époque de l'histoire de l'Univers qui suit la fin d'une phase d'inflation cosmique, pendant laquelle les particules élémentaires créées à l'issue de l'inflation (pendant une période appelée préchauffage) interagissent jusqu'à atteindre l'équilibre thermique.
Le terme de réchauffage provient du fait que l'inflation dilue considérablement les particules de l'Univers. À l'issue de celle-ci, l'Univers peut donc être considéré comme vide et froid. À ce moment-là, l'énergie qui a produit la phase d'inflation permet la création de particules. Leur nombre et leur énergie très élevée font que lorsqu'elles se trouvent à l'équilibre thermique, la température de l'Univers est alors très élevée, d'où le terme de réchauffage.